# 兄弟站
兄弟站（韓語：형제역）是朝鮮民主主義人民共和國咸镜北道富宁郡兄弟里的一個鐵路車站，属于咸北线。

## 邻近车站
咸北线
章興站 - 兄弟站 - 富宁站